# Infanterie de marine espagnole
 (janvier 2023).
- Si vous ne connaissez pas le sujet, laissez ce bandeau (vous pouvez alors contacter les auteurs).
- Si vous supprimez le contenu mis en cause (vous pouvez préalablement contacter les auteurs),

argumentez précisément cette suppression dans la page de discussion
(un manque de référence n'est pas un argument ; une recherche réelle de référence doit avoir été effectuée, être formellement documentée).
L'Infanterie de marine espagnole (espagnol : Infantería de Marina) est l'infanterie navale de la Marine espagnole (Armada Española) chargée de mener la guerre amphibie pour l'Espagne en utilisant des plates-formes et des ressources navales. Le corps de marine est entièrement intégré à la structure de l'Armada.
Le corps a été formé en 1537 par Charles Ier d'Espagne (également connu sous le nom de Charles Quint, empereur romain germanique), ce qui en fait le plus ancien corps de marine existant dans le monde, descendant des Compañías Viejas del Mar de Nápoles (vieilles compagnies maritimes de Naples).

## Missions

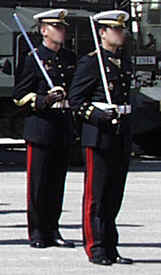
Uniforme de l'infanterie de marine espagnole

L'infanterie de marine espagnole est un corps d'élite, hautement spécialisé dans la guerre amphibie, c'est-à-dire pour débarquer sur une côte hostile ou potentiellement hostile. Sa capacité à embarquer rapidement avec des moyens (terrestres, aériens et navals) de la Marine, en fait une unité à forte valeur stratégique. En ajoutant à cela un haut degré de formation et la capacité de se déployer rapidement dans les eaux internationales, on obtient une puissante force dissuasive disponible à court terme dans des régions éloignées.

## Véhicules
2 URO VAMTAC équipés comme des mortier automoteur avec l'EIMOS pour l'infanterie de marine ont été commandés pour fin 2021. L'Espagne s'est déclarée intéressée pour remplacer à la fois le AAV-7A1 et le Mowag Piranha par l'Amphibious Combat Vehicle, fin 2022 l'armée espagnole déclare se prononcer pour 34 véhicules livrables dès 2024 pour remplacer seulement les AAV-7A1.

## Galerie de photographies

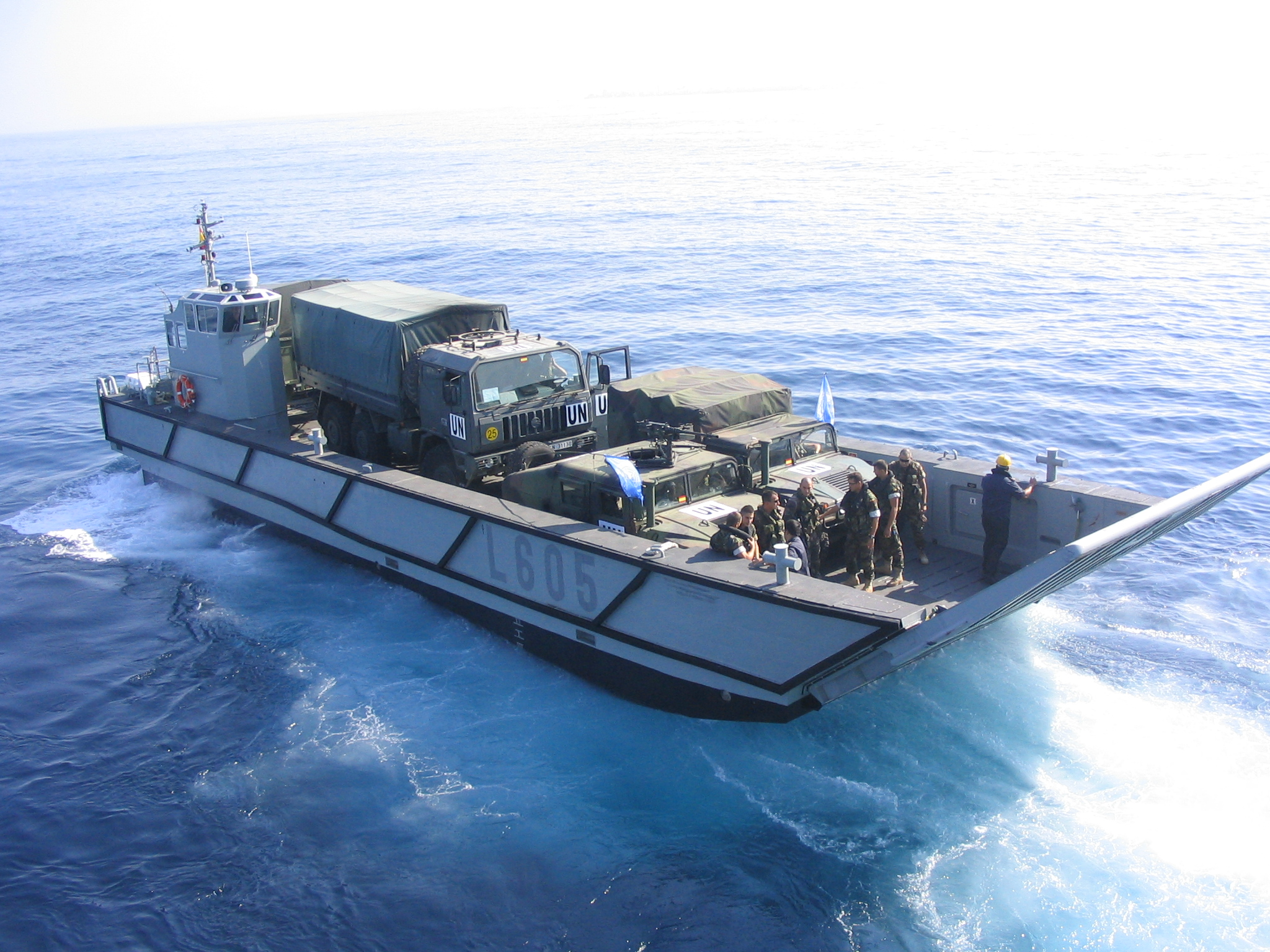
Un LCM-1E s'apprêtant à débarquer des véhicules de l'infanterie de marine espagnole.
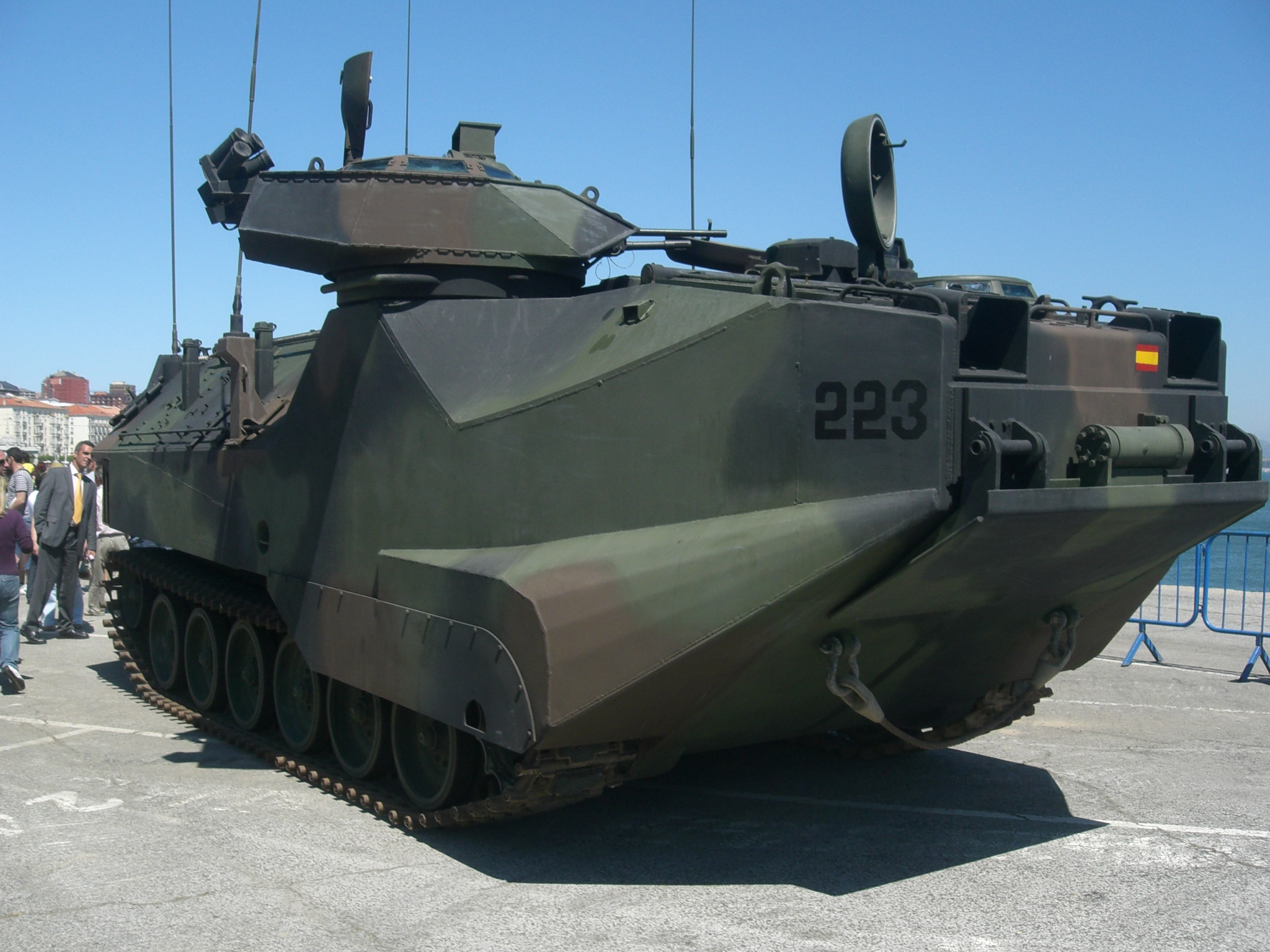
Version espagnole du AAV-7A1 amphibie
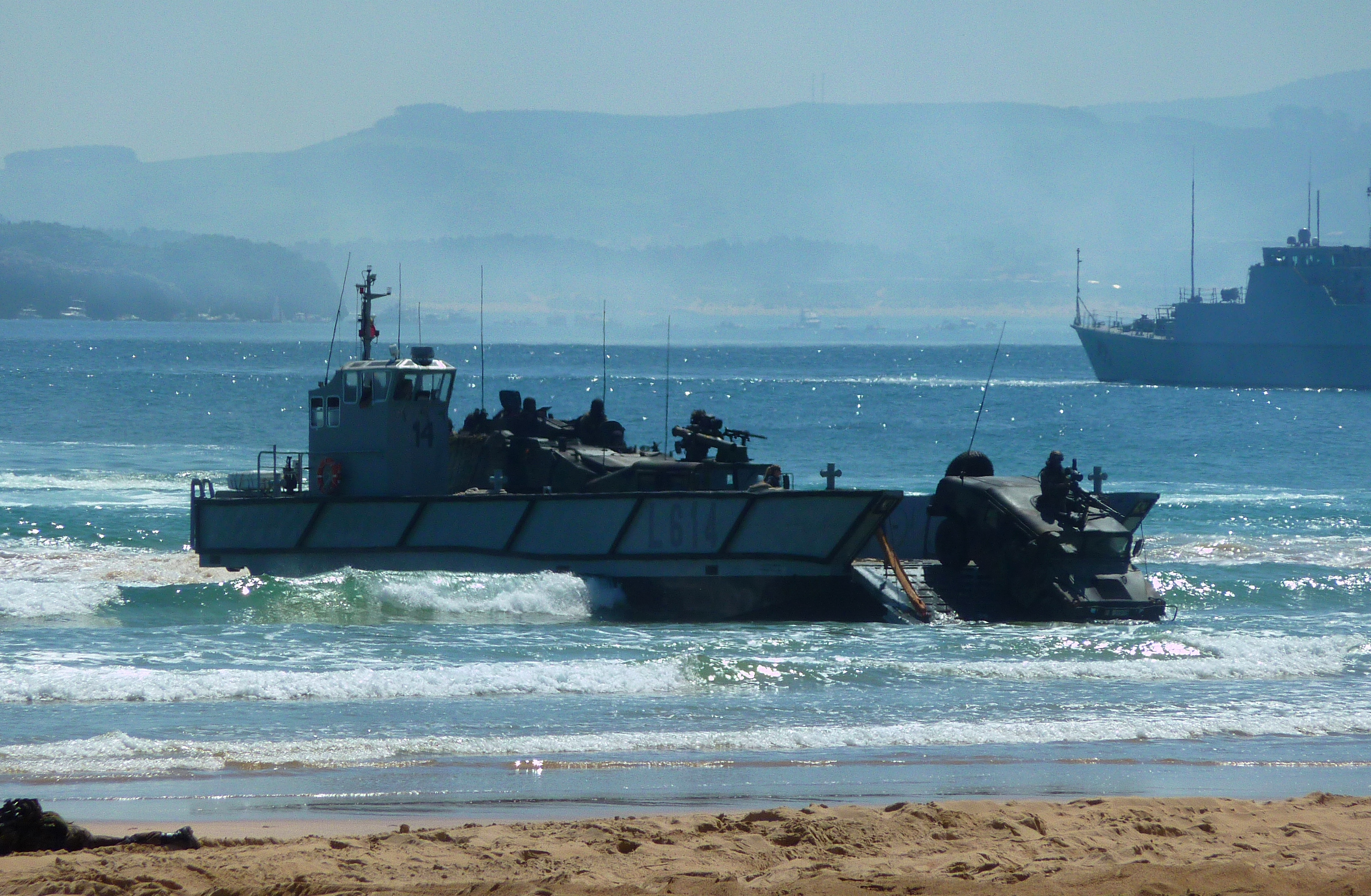
Un Humvee de l'infanterie de marine espagnole débarquant de la L-614.
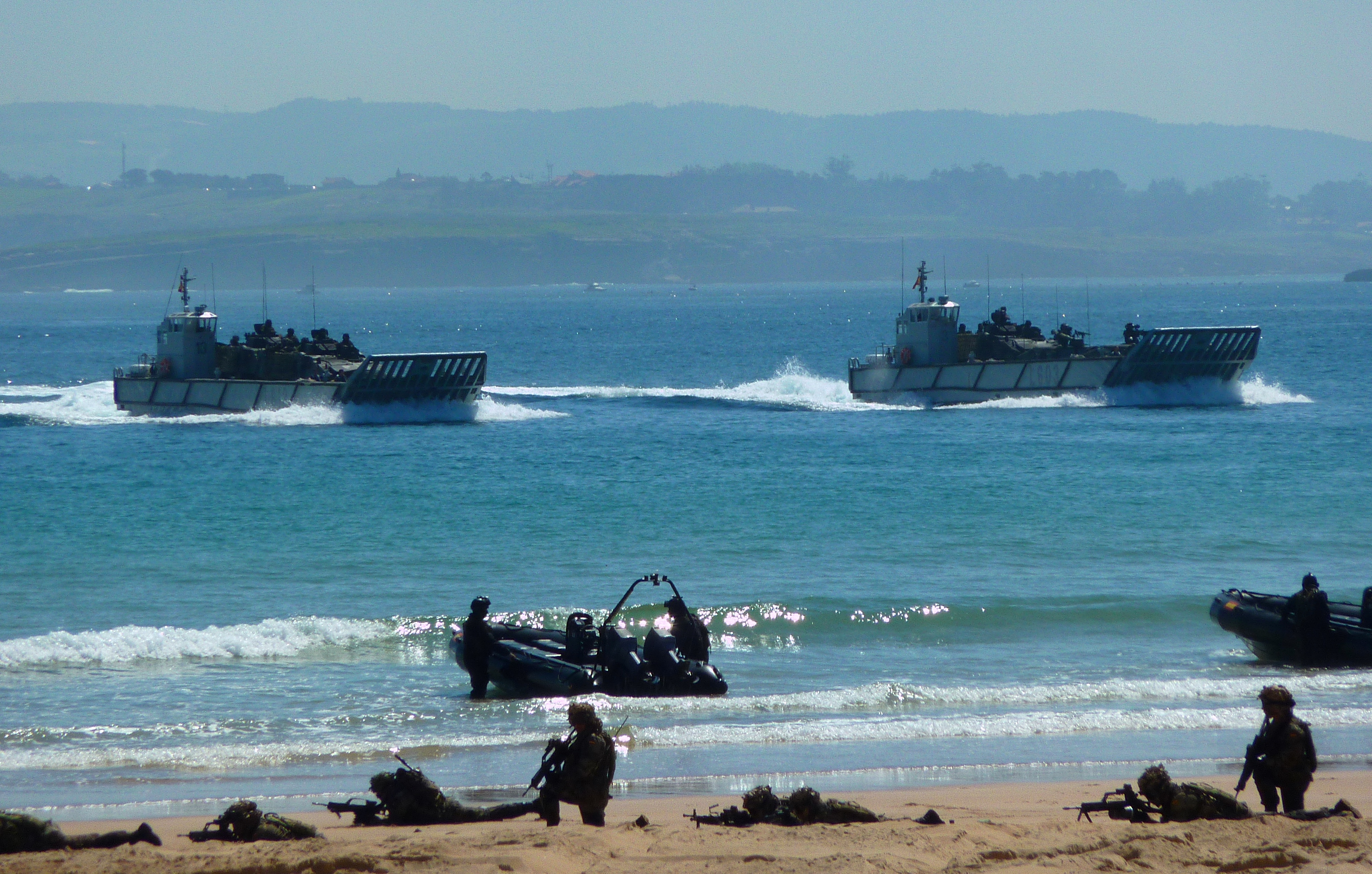
Deux LCM-1E se dirigeant vers la plage, au premier plan deux Duarry Super Cat.
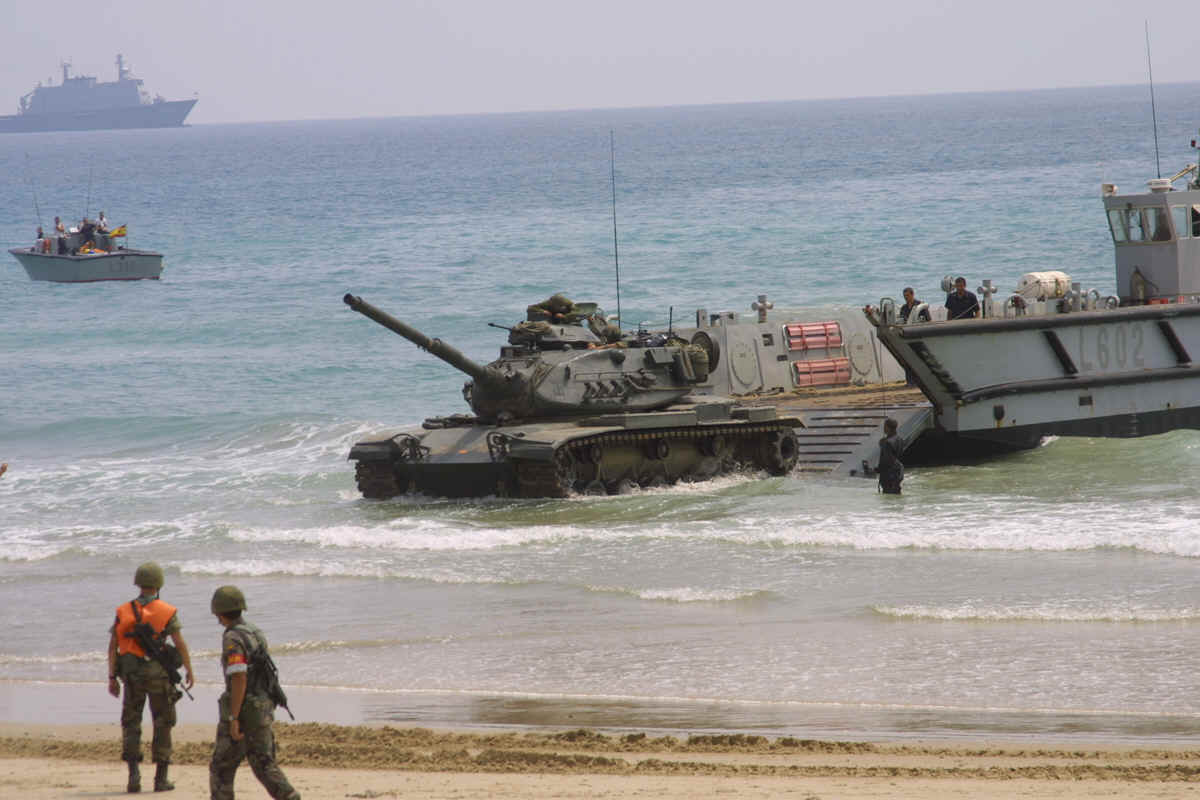
Un char M60 Patton en débarquement; 16 en service entre les années 1990 et 2020[4].
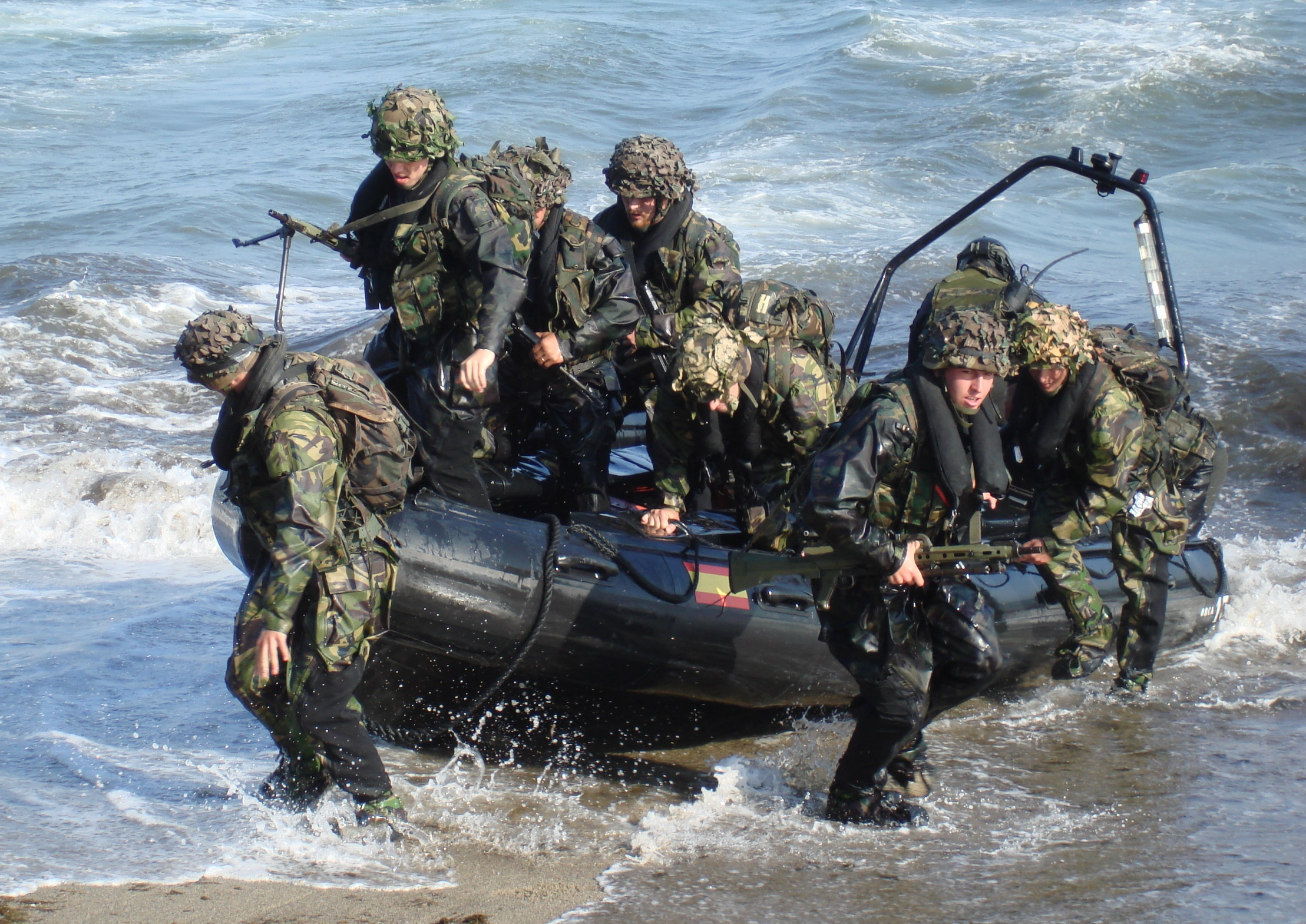
Canot pneumatique Duarry Super Cat de l'infanterie de marine espagnole
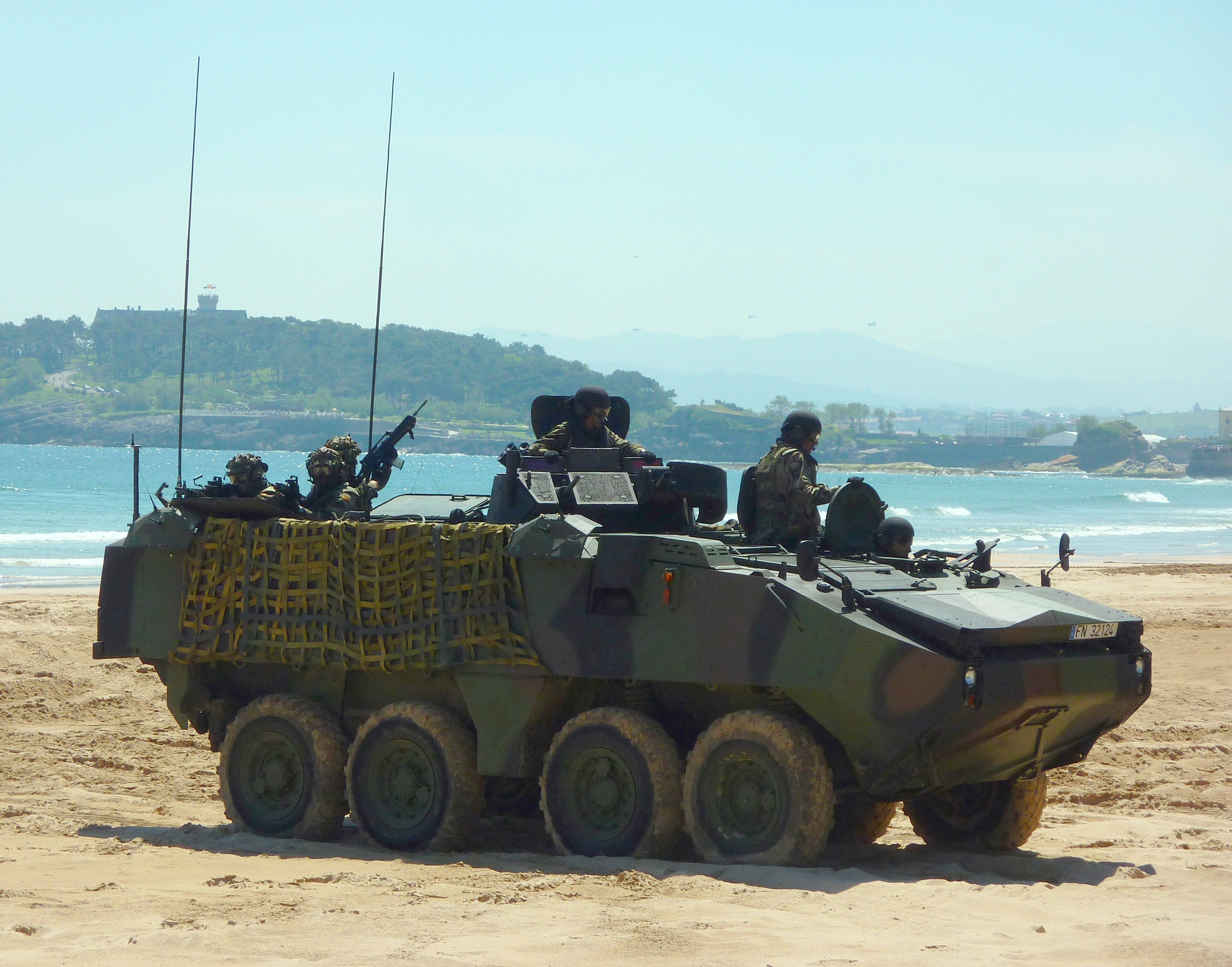
Mowag Piranha III
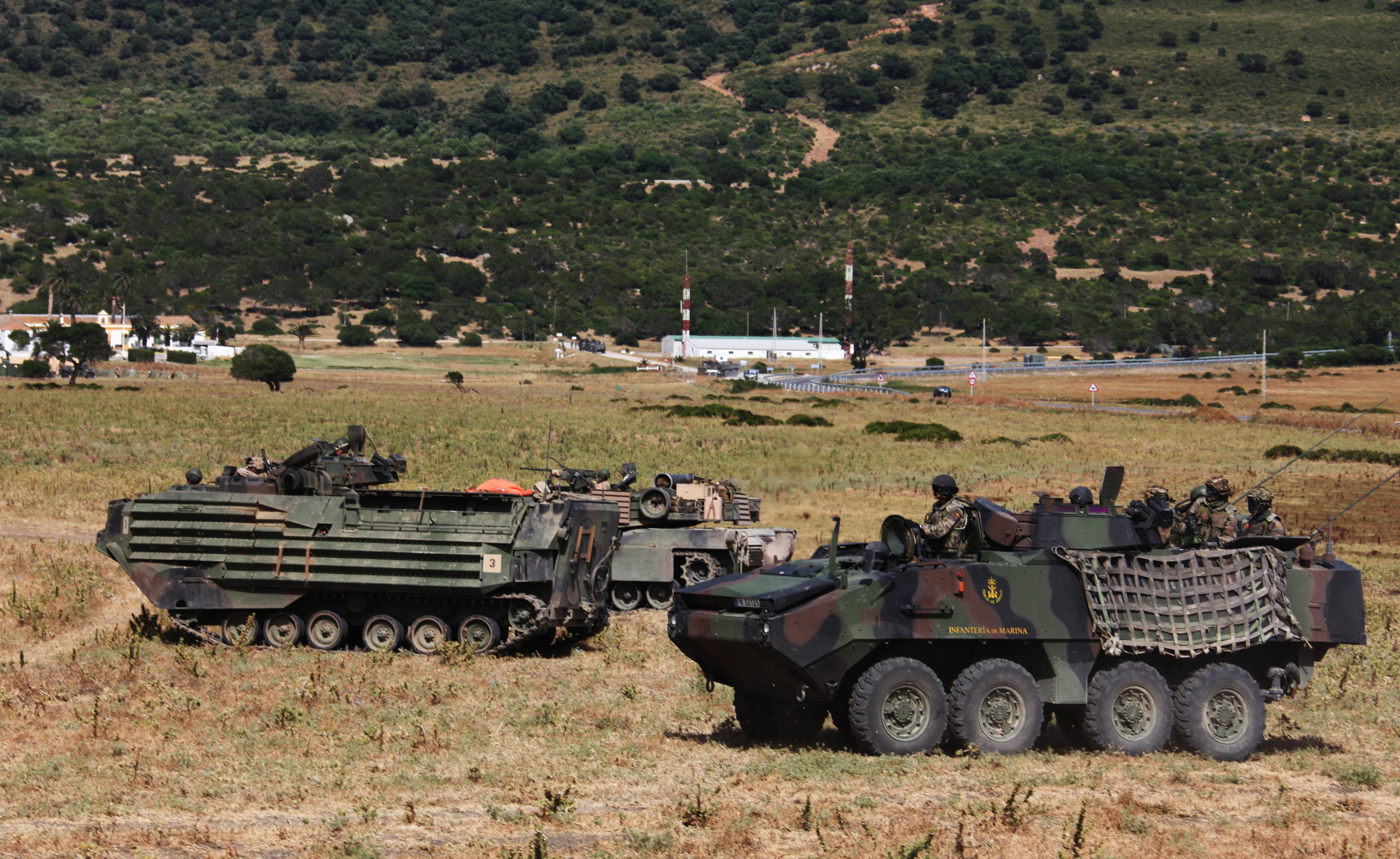
AAV-7A1 et Mowag Piranha III